# Atelisches Verb
Atelisches Verb ist ein Begriff aus der linguistischen Semantik und umfasst Verben, die Zustände oder Relationen bezeichnen, oder auch dynamische Vorgänge, Prozesse, oder Aktivitäten, die keinen Kulminations- oder Endpunkt voraussetzen. Der gegenteilige Begriff eines Verbs, das ein begrenztes Ereignis bezeichnet, ist telisches Verb.

## Kennzeichen
Sie sind andauernd und nicht vollendet und kennzeichnen den reinen Ablauf oder Verlauf des Geschehens (Beispiele: sein, gehen, blühen, wohnen, leben, träumen). Dazu sind auch die iterativen Verben zu zählen, die ein sich wiederholendes Geschehen bezeichnen (Beispiel: plätschern, streicheln). Diese tauchen bei den aktionalen Hauptkategorien auf. Dort gibt es noch viele Synonyme für den Begriff "atelische Verben"; Beispiele dafür wären aterminativ, kontinuativ, kursiv, immutativ, imperfektiv, durativ, iterativ, stativ oder medial, dt. etwa "Dauerhandlung" oder "wiederholte Handlung". Diese werden nach Zénó Vendler (1957/1967) weiterhin in activities (Beispiel: schlafen) und states (Beispiel: wissen) eingeteilt.

### Gegenteil
Das Gegenteil der atelischen Verben sind die telischen Verben, die eine abgeschlossene Situation bezeichnen (Beispiel: aufleuchten). Synonyme hierfür sind aoristich, terminativ, perfektiv, mutativ oder faktiv, dt. etwa "Augenblickshandlung". 